# Georges Govy
Œuvres principales
- Le Moissonneur d'épines

Georges Govy, né à Eupatoria (Crimée) en 1913 et mort le 18 janvier 1975 à Paris en France, est un écrivain français, lauréat du prix Renaudot en 1955.

## Biographie
Georges Govy est le fils d'un père russe, peintre célèbre mort pendant la révolution d’Octobre. Orphelin, il part à bord de son propre bateau, affronte une tempête en Mer Noire et est recueilli par des dockers de Constantinople. Il devient matelot et parcourt les mers, de l'Europe à l'Asie. Il finit par s'installer en France où il se marie et termine sa licence à l'université de Paris-Sorbonne. Il devient journaliste en 1939 et s'engage volontairement en 1940.
Après la Seconde Guerre mondiale, Georges Govy reprend son métier de journaliste mais publie en parallèle des nouvelles puis des romans (Sang russe, Les Jours maigres). Il crée également quelques œuvres dramatiques pour des émissions radiophoniques (La Vie nouvelle du Dr Watson, Le Révérend Halett).
En 1955, il obtient le prix Renaudot pour son roman Le Moissonneur d'épines.

## Œuvre
- 1946 : Sang russe, éditions du Seuil
- 1947 : Les Jours maigres, éditions du Seuil
- 1955 : Le Moissonneur d'épines – Prix Renaudot
- 1958 : Sang d'Espagne, éditions Club français du livre, coll. « Romans » vol. 233